# Dowknie (rejon lidzki)
Dowknie (biał. Доўкні, Doukni; ros. Довкни, Dowkni) – wieś na Białorusi, w obwodzie grodzieńskim, w rejonie lidzkim, w sielsowiecie Dubrowna, w pobliżu Lidy i przy drodze republikańskiej R89.

## Historia
W dwudziestoleciu międzywojennym leżały w Polsce, w województwie nowogródzkim, w powiecie lidzkim, w gminie Lida. W 1921 miejscowość liczyła 89 mieszkańców, zamieszkałych w 16 budynkach, wyłącznie Polaków wyznania rzymskokatolickiego.
Po II wojnie światowej w granicach Związku Sowieckiego. Od 1991 w niepodległej Białorusi.